# Les Deux Frères justiciers
Pour plus de détails, voir Fiche technique et Distribution.
Les Deux Frères justiciers (肥龍功夫精, Xing mu zi gu huo zhao), ou L'Incroyable Maître du kung fu, est un film hongkongais d'arts martiaux réalisé par Joe Cheung, sorti en 1979.

## Fiche technique
- Titre : Les Deux Frères justiciers
- Titre original : 肥龍功夫精 (Xing mu zi gu huo zhao)
- Réalisation : Joe Cheung
- Scénario : Joe Cheung
- Musique : Chou Fu-Liang
- Photographie : Ricky Lau, Liu Kuan-Chao et Liu Kuan-Wei
- Montage : Marco Mak
- Production : Joe Cheung
- Société de production : First Films Organisation et Hong Kong Wei Kuen Film Company
- Société de distribution : First Films Organisation (Hong Kong), World Northal (États-Unis)
- Pays :  Hong Kong
- Genre : Action et comédie
- Durée : 89 minutes
- Dates de sortie : 
  - France : 16 janvier 1979
  - États-Unis : 1980
  - France : 30 décembre 1981

## Distribution
- Sammo Hung : Fei Chai
- Stephen Tung : Sei Leng Chai
- Cecilia Wong : Lee Ching Ching
- Phillip Ko : Chin Fung
- Hoi Sang Lee : Yeung Wai
- Mang Hoi : Hoi
- Adam Sung Big Dog
- Chung Fat : Little Dog
- Austin Wai : Invincible
- Cheung Wing-fat : un des hommes de Yeung Wai
- Lam Ching-ying : un étudiant en kung fu

## Box-office
À Hong Kong, le film a rapporté 2 072 923 de dollars hongkongais au box-office.